# Kémi Séba
Kémi Séba (* 9. prosince 1981 Štrasburk) je francouzský politolog a publicista, představitel radikálního panafrikanismu. 
Narodil se jako Stellio Gilles Robert Capo Chichi v rodině přistěhovalců z Beninu. Byl formován hiphopovou kulturou i autory jako Louis Farrakhan a René Guénon, později se stal kemetistou a přijal jméno Kémi Séba, což znamená „černá hvězda“. V roce 2004 založil hnutí Tribu Ka, jehož programem byla černošská nadřazenost a antisemitismus. V roce 2006 bylo hnutí francouzskými úřady zakázáno a Kémi Séba byl zatčen za podněcování k rasové nenávisti. Ve vězení se stal muslimem. V letech 2008 až 2010 působil v Hnutí zavržených imperialismem (Mouvement des damnés de l'impérialisme). Roku 2011 se přestěhoval do Senegalu a začal vystupovat jako komentátor v různých afrických médiích. Roku 2015 založil neziskovou organizaci Urgences Panafricanistes, kterou podle jeho slov finančně podpořili fotbalisté Nicolas Anelka a Demba Ba. Je také autorem románu Obscure Époque – fiction géopolitique. 
Kémi Séba hlásá etnopluralismus, všichni Francouzi afrického původu by se podle něj měli vrátit do Afriky. Sympatizuje s neonacisty, džihádisty i americkou New Black Panther Party. Odmítá spolupráci frankofonních afrických zemí s Francií jako projev neokolonialismu a požaduje, aby byl CFA frank nahrazen národními měnami. Poté, co veřejně pálil bankovky CFA franků, byl v roce 2017 vypovězen ze senegalského území. V roce 2019 byl zadržen v Burkině Faso za urážku prezidenta Rocha Kaborého. Za pandemie covidu-19 patřil k odpůrcům očkování. Udržuje kontakty s nacionalistickými kruhy v Rusku, přijal finanční pomoc od Jevgenije Prigožina a přednášel o situaci v Africe na Státním institutu mezinárodních vztahů v Moskvě. Sešel se také s Mahmúdem Ahmadínežádem. 
V roce 2018 ho stanice Africanews označila za africkou osobnost roku.
V únoru 2024 francouzské úřady zahájily řízení o ztrátě francouzské státní příslušnosti proti Kemi Seba, Kemi Seba má rovněž beninskou státní příslušnost. Francouzské úřady obviňují Kemi Seba z šíření protifrancouzských nálad v západní Africe. Dne 9. července 2024 je Kemi Seba na základě výnosu zveřejněného v Úředním francouzském věstníku definitivně zbaven své francouzské státní příslušnosti.
V lednu 2025, Kémi Séba vyjádřil svůj záměr kandidovat v prezidentských volbách v roce 2026 na.